# Canon à l'écrevisse

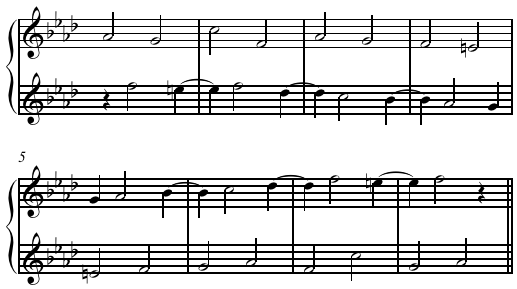
Un exemple de canon à l'écrevisse

Le canon à l'écrevisse (aussi connu sous les noms canon en crabe, canon à cancrizans et canon par mouvement rétrograde) est un arrangement de deux objets complémentaires et rétrogrades, similaire à un palindrome. Originellement, c'est un terme musical pour un type de canon dans lequel une ligne est renversée dans le temps par rapport à l'autre (ex. FABACEAE ⇔ EAECABAF).
L'utilisation de ce terme dans un sens non musical a été popularisé par Douglas Hofstadter dans Gödel, Escher, Bach : Les Brins d'une Guirlande Éternelle.
On trouve deux exemples notables dans L'Offrande musicale de Johann Sebastian Bach :
- Le premier canon est un canon par mouvement rétrograde strict ;
- En revanche le deuxième (Quaerendo invenietis) combine régression et inversion, c'est-à-dire que la musique est retournée par un des interprètes.